# Eutelsat W7
Eutelsat W7 —  французький важкий супутник, запуск якого відбувся 24 листопада 2009 року з російського космодрому Байконур (спочатку планувався запуск за програмою «Морський старт», що не відбулося через банкрутство проєкту).

## Місія
Передавачі супутника «Eutelsat W7» спрямовані на Європу, Росію, Африку, Близький Схід та Центральну Азію. Він буде працювати в парі з супутником Eutelsat W4, який вже знаходиться в точці 36° E і надає сервіс найбільшим супутниковим операторам Росії (Триколор ТВ, НТВ-Плюс) і Африки (Multichoice Africa, hiTV).

## Історія
Космічний апарат «Eutelsat W7» створений для дворазового посилення ресурсу Eutelsat в точці 36° E, а також щоб прийняти на себе навантаження супутника Sesat 1, комерційне використання якого було заплановано в іншій орбітальної позиції.
Запуск «Eutelsat W7» було відкладено на кілька місяців через проблеми з банкрутством Sea Launch, які привели до того, що Eutelsat змінив компанію, оператора запуску. Сам по собі борт дуже цікавий і дозволяв поєднати мовний і в'язевий сервіс на одному борту і в одній позиції 36° Е, до того ж вивільнивши Sesat, який як відомо раніше планувався для перегону в позицію 80° Е, для підтримки сервісу з аварійного «Експресу-АМ2». "Будемо сподіватися, що пуск «Протона» пройде успішно, так як ситуація з космічним сегментом над простором Росії і СНД напружена понад усяку міру, і втрата такого борту просто недопустима", сказав Генеральний директор супутникового оператора «Сетьтелеком» Сергій Пехтєрєв.
20 жовтня 2009 року супутник був доставлений літаком «Руслан» до Казахстану на аеродром «Ювілейний».
20 листопада 2009 року ракета-носій «Протон-М» з розгінним блоком «Бриз-М» і супутником «Eutelsat W7» була вивезена на стартовий майданчик.
23 листопада 2009 року запуск космічного апарата «Eutelsat W7» був відкладений з причини того, що з боку Республіки Казахстан не було видано своєчасного дозволу на запуск російської ракети-носія «Протон-М» з космічним апаратом іноземного замовника.
24 листопада 2009 року був здійснений запуск супутника «Eutelsat W7», 3 січня 2010 року він успішно прибув в позицію 36° сх. д. 
З 11 січня 2010 року розпочалося технічне мовлення (11862L, 11881L, 11900R, 11919L, 11938R, SR 27500, FEC 3/4), а з 15 січня 2010 року — відбувся запуск російського променя.